# Josef Hromádka

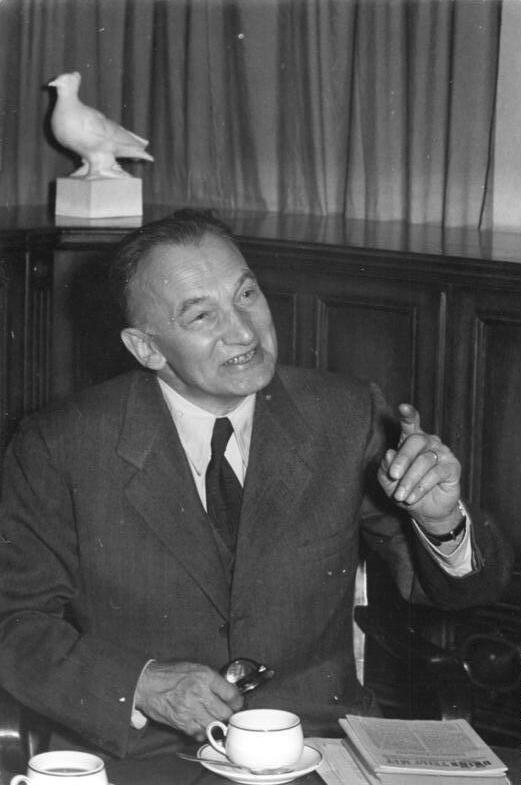
Josef Hromádka, 1951

Josef Lukl Hromádka (Hodslavice, 8 juni 1889 – Praag, 26 december 1969) was een Tsjechische theoloog. 
Hromádka studeerde theologie in Wenen, Bazel, Heidelberg en Aberdeen en filosofie in Praag. Aanvankelijk een luthers predikant, ging hij na de Eerste Wereldoorlog over tot de Evangelische Kerk van de Boheemse Broeders. In 1930 werd Hromádka hoogleraar in de Systematische Theologie aan de Universiteit van Praag. Vanaf de jaren twintig was hij tevens voorzitter van de Christelijke Studenten Vereniging. 
Als tegenstander van het nationaalsocialisme werkte hij in de jaren dertig nauw samen met onder anderen Karl Barth en de dominees van de Bekennende Kirche in Duitsland. Ook zette hij zich in voor de Spaanse Republiek en de Duitse antifascisten. In 1939, kort voor de Duitse inval in Tsjecho-Slowakije, ging Hromadka naar de Verenigde Staten en werd er gastprofessor aan de Universiteit van Princeton. 
Na de Tweede Wereldoorlog, in 1947, keerde Hromadka naar Tsjecho-Slowakije terug en streefde naar een dialoog tussen marxisme en christendom. Hij zag het 'reëel bestaande socialisme' als een kans om het christendom te bevrijden van verburgerlijking en anticommunisme. Hij was lid van de Wereldraad van Kerken en was in 1958 een van de oprichters van  de Christelijke Vredesconferentie. Deze streefde naar vrede tussen West en Oost. 
Hromadka was een groot voorstander van eenwording van de Protestantse Kerken. Daarnaast had hij veel respect voor de Orthodoxe Kerk en voor de katholieke communie, die hij zag als een krachtige spirituele handeling. Daarnaast was hij groot voorstander van de vrijheid en sociale rechtvaardigheid. Hij stond kritisch ten opzichte van de westerse luxe.
Toen in augustus 1968 door een inval in Tsjecho-Slowakije van 'bondgenoten' van het Warschaupact een eind kwam aan de Praagse Lente, kenschetste hij dit als de grootste tragedie van zijn leven. In november van dat jaar trad hij af als voorzitter van de Christelijke Vredesraad en werd opgevolgd door metropoliet Nikodim van Leningrad. Amerikaanse en West-Europese kerken verlieten de vredesraad.
Na de Fluwelen Revolutie (1989), waarna het communisme in Tsjecho-Slowakije ten val kwam, werd zijn gedachtegoed ernstig bekritiseerd, maar desondanks speelt het nog steeds een rol in met name de Tsjechische (protestantse) theologie.
Zijn theologie is verwant aan de dialectische theologie (zie ook: dialectiek) van de Zwitserse theoloog Karl Barth.